# Grégory Coupet
Gregory Coupet (Le Puy-en-Velay, 31. prosinca 1972.) je francuski bivši nogometni reprezentativac.
Mladu karijeru e počeo u ekipi iz rodnog grada Olimpique Le Puy od 1993. godine počinje profesionalnu nogometnu karijeru u Saint-Étienneu ostaje do 1997. godine a tada prelazi u Olympique Lyonnais tu ostaje dugih 11 godina i 2008. godine odlazi u Atletico de Madrid u kojem ima jednu slabouspješnu karijeru koja traje do 2009. godine (svega jednu godinu) i u cijeloj sezoni upisao samo 6 nastupa, 2009. godine prelazi u klub u kojem je završio karijeru, Paris Saint-Germain.

## Osvojeni trofeji
S klubom Lyon
- Ligue 1 – 2002., 2003., 2004., 2005., 2006., 2007., 2008.
- Trophée Des Champions – 2003., 2004., 2005., 2007., 2008.
- Coupe de la Ligue – 2001.
- Coupe de France: 2008.
- Peace Cup: 2007.

S reprezentacijom Francuske
- FIFA Konfederacijski kup – 2001., 2003.

## Vanjske poveznice
- Statistika karijere
- Ambiciozni Coupet polaže pravo na golmansko mjesto Bartheza[neaktivna poveznica]
- Not Yet at 100% (translated interview)
- Grégory Coupet face à Rivaldo en 1999